# Libro del Consolato del Mare
Il Consolato del mare è un trattato di diritto commerciale marittimo del XV secolo.
Il testo si propone come opera di divulgazione della prassi in mare, commentando gli usi e costumi come un manuale. Ritenuta un'ottima fonte primaria sulle consuetudini dell'epoca, raccoglie moltissime informazioni sugli ordinamenti giuridici dell'epoca in Europa. L'editio princeps è in lingua catalana ed è pubblicata a Barcellona nel 1484; l'opera  è ristampata nuovamente dieci anni dopo. La prima traduzione italiana è del 1519 ad opera di Antonio Blado e la seconda è stampata a Venezia da Giovanni Battista Pederzano (1549) e poi da Francesco Lorenzini (1564). Se ne conoscono oltre venti edizioni in italiano e altre in inglese, francese, tedesco, neerlandese e castigliano.